# Crisicoccus gullanae
Crisicoccus gullanae är en insektsart som beskrevs av Williams 1985. Crisicoccus gullanae ingår i släktet Crisicoccus och familjen ullsköldlöss. Inga underarter finns listade i Catalogue of Life.